# Marcipa heterospila
Marcipa heterospila är en fjärilsart som beskrevs av George Francis Hampson 1910. Marcipa heterospila ingår i släktet Marcipa och familjen nattflyn. Inga underarter finns listade i Catalogue of Life.